# Mizuki Yamashita
Mizuki Yamashita (jap. 山下 美月 Yamashita Mizuki; ur. 26 lipca 1999 w Tokio) – japońska aktorka i modelka, była członkini grupy idolek Nogizaka46 i ekskluzywna modelka magazynu CanCam.

## Życiorys

### Wczesne życie
Mizuki urodziła się 26 lipca 1999 roku w Tokio. Jej imię oznacza „piękna Luna” i zostało nadane, ponieważ urodziła się w noc, kiedy księżyc był bardzo piękny. W szkole średniej była członkiem klubu ceremonii parzenia herbaty i pełniła funkcję wiceprzewodniczącej.

### 2016–2019: Debiut, początki kariery wokalnej, modeling i aktorstwo
Kariera Yamashity w show-biznesie rozpoczęła się w 2016 roku, kiedy pomyślnie przeszła przesłuchanie do grupy idolek trzeciej generacji Nogizaka46. Jej pierwszy występ na żywo z grupą odbył się 14 maja 2017 roku.
12 marca 2018 roku Yamashita została wybrana na frontmankę 20. singla Nogizaka46 „Synchronicity”. Od tego czasu została wybrana na frontmankę do kilku kolejnych singli grupy, w tym 21. „Jikochu de Ikō!” i 22. „Kaerimichi wa Tōmawari Shitaku Naru”. W sierpniu 2018 roku Yamashita została ekskluzywną modelką magazynu modowego CanCam. W tym samym roku zadebiutowała także jako aktorka niewielką rolą w filmie „Każdy dzień to dobry dzień”, adaptacji eseju Noriko Morishity o poszukiwaniu szczęścia poprzez japońską ceremonię parzenia herbaty.
Jej pierwszą główną rolą była postać Mai w dramie z 2019 roku „Denei Shojo: Video Girl Mai 2019”. Drama była kontynuacją poprzedniej adaptacji mangi „Video Girl Ai”, ale skupiała się na nowej bohaterce, Mai Kamio, granej przez Yamashitę.

### 2020: Kontynuacja kariery aktorskiej i zakończenie wokalnej w Nogizaka46

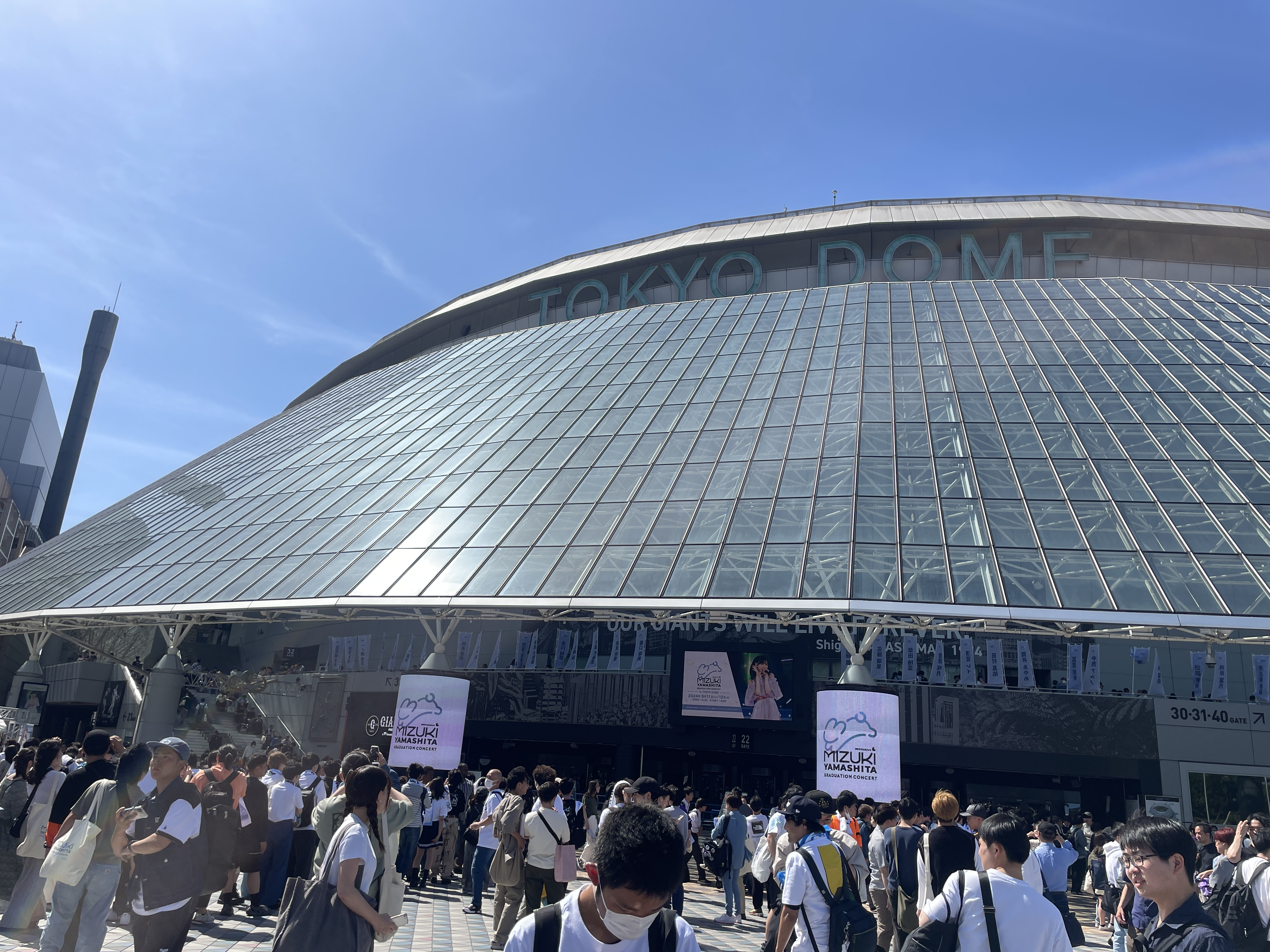
Publiczność czekająca przed Tokyo Dome na ostatni koncert Yamashity z grupą Nogizaka46

Pierwsza fotoksiążka Yamashity „Wasurerarenai Hito”, została opublikowana przez Shōgakukan w styczniu 2020 roku. Fotoksiążka sprzedała się w ponad 100 000 egzemplarzy w ciągu tygodnia od publikacji i zajęła 1. miejsce w cotygodniowej sprzedaży Oricon w kategoriach fotoksiążek i książek ogólnych. Pojawiła się również wraz z innymi członkami Nogizaka46 w kampaniach reklamowych Mouse Computer, 7-Eleven, Fanta, Pokémon Go i Cupstar. W 2021 roku zagrał główną rolę Reiko Nonoyamy w dramie „Janai Hou no Kanojo”.
Yamashita kontynuowała również granie ról drugoplanowych, m.in. w 2022 roku zagrała Kurumi Mochizuki koleżankę głównej bohaterki w asadorze NHK „Maiagare!”. W 2023 roku zagrała w dramie „Saraba, Yoki Hi”, opartej na mandze o tym samym tytule autorstwa Yuki Akanedy. 
Yamashita ogłosiła swoje odejście z Nogizaka46 17 lutego 2024 roku, a 35. singel był jej ostatnim z grupą. Jej dwudniowy pożegnalny koncert odbył się 11 i 12 maja w Tokyo Dome. W tym samym roku zagrała także role drugoplanowe w dramach „Miłość w twoich oczach” i „A Suffocatingly Lonely Death”, a także wystąpiła gościnnie w czwartym odcinku filmowej adaptacji popularnej mangi „Moja gwiazda” napisanej przez Ake Akasake. 28 listopada tego samego roku druga fotoksiążka „Nogizaka46 Yamashita Mizuki 2nd Photo Book Heroine” wydana 23 kwietnia zajęła 1. miejsce w corocznym rankingu „Oricon BOOK 2024” w kategorii kobiecych solowych fotoksiąrzek.
Rok 2025 rozpoczęła od głównej roli w romantycznej dramie Fuji TV „Onzoshi ni Koi wa Muzu Sugiru”. A w marcu ma ukazać się filmowa adaptacja „Yamada-kun to Lv999 no koi o suru” na podstawie mangi o tym samym tytule, w którym Yamashita zagra główną rolę.

## Filmografia

### Dramy
| Rok  | Tytuł                                                              | Rola                        | Stacja telewizyjna | Uwagi                            |
| ---- | ------------------------------------------------------------------ | --------------------------- | ------------------ | -------------------------------- |
| 2019 | Miki Kurinikku de Kanpai o (神酒クリニックで乾杯を)                | Minami Ichinose             | TV Tokyo           | Główna rola                      |
| 2019 | Zambie (ザンビ)                                                    | Yui Kanemura                | Hulu               |                                  |
| 2019 | Denei Shojo: Video Girl Mai 2019 (電影少女 -VIDEO GIRL MAI 2019-)  | Mai Kamio                   | TV Tokyo           | Główna rola                      |
| 2019 | Nogizaka Cinemas: STORY of 46 (乃木坂シネマズ～STORY of 46～)      | Mizuki                      | Fuji TV            | Główna rola, odc. 4              |
| 2020 | Eizōken ni wa te o dasu na! (映像研には手を出すな！)               | Tsubame Mizusaki            | MBS                | Główna rola                      |
| 2021 | Kikazaranai Koi ni wa Riyuu ga Atte (着飾らない恋には理由があって) | Nanami Kayano               | Paravi             | Główna rola                      |
| 2021 | Kikazaru Koi ni wa Riyuu ga Atte (着飾る恋には理由があって)        | Nanami Kayano               | TBS                |                                  |
| 2021 | Janai Hou no Kanojo (つるかめ助産院〜南の島から〜)                 | Reiko Nonoyama              | TV Tokyo           | Główna rola                      |
| 2021 | Nonai Angels (脳内エンジェルズ)                                    | Keisan                      |                    | Główna rola                      |
| 2022 | Around the Corner (曲がり角のところで)                             | Lulu Takagi                 | Fuji TV            | Główna rola                      |
| 2022 | Maiagare! (舞いあがれ！)                                           | Kurumi Mochizuki            | NHK                | Asadora                          |
| 2023 | Hold My Hand at Twilight (夕暮れに、手をつなぐ)                    | Modelka na okładce magazynu | TBS                | Cameo, odc. 2                    |
| 2023 | Stand Up Start (スタンドUPスタート)                                | Yoshino Haga                | Fuji TV            |                                  |
| 2023 | Lawyer Sodom (弁護士ソドム)                                        | Amane Miki                  | TV Tokyo           |                                  |
| 2023 | Saraba, Yoki Hi (さらば、佳き日)                                   | Akira Hirose                | TV Tokyo           | Główna rola                      |
| 2023 | Worst to First: A Teen Baseball Miracle (下剋上球児)               | Yuzuki Nemuro               | TBS                | Główna rola                      |
| 2024 | Miłość w twoich oczach (アイラブユー)                              | Mahiro Ikemoto              | TBS                |                                  |
| 2024 | A Suffocatingly Lonely Death (降り積もれ孤独な死よ)                | Toko Mori                   | NTV                |                                  |
| 2024 | Moja gwiazda (推しの子)                                            | Mizuki Yamashita            | Amazon Prime       | Cameo, odc. 4, we własnej osobie |
| 2025 | Onzoshi ni Koi wa Muzu Sugiru (御曹司に恋はムズすぎる)             | Madoka Hanakura             | Fuji TV            | Główna rola                      |

### Filmy
| Rok  | Tytuł | Rola             | Uwagi             |
| ---- | --- | ---------------- | ----------------- |
| 2018 | Każdy dzień to dobry dzień (日日是好日)                                                                   | Hitomi           |                   |
| 2019 | Itsu no Manika, Koko ni Iru: Documentary of Nogizaka46 (いつのまにか、ここにいる Documentary of 乃木坂46) | Mizuki Yamashita | We własnej osobie |
| 2020 | Keep Your Hands Off Eizouken! (映像研には手を出すな！)                                                    | Tsubane Mizusaki | Główna rola       |
| 2024 | Rokunin no Usotsuki na Daigakusei (六人の嘘つきな大学生)                                                  | Tsubasa Yashiro  |                   |
| 2025 | Yamada-kun to Lv999 no koi o suru (山田くんとLv999の恋をする)                                             | Akane Kinoshita  | Główna rola       |

## Teatr
| Rok  | Tytuł                                                  | Rola                        | Uwagi                                                                           | Przy.  |
| ---- | ------------------------------------------------------ | --------------------------- | ------------------------------------------------------------------------------- | ------ |
| 2014 | Pretty Guardian Sailor Moon (美少女戦士セーラームーン) | Usagi Tsukino / Sailor Moon | 8-24 czerwca 2018, The Galaxy Theatre / 21-30 września, TBS Akasaka ACT Theater | [ 24 ] |
| 2021 | Zambi (ザンビ)                                         | Anna                        | 16 - 25 listopada 2018, Tokyo Dome City Hall                                    | [ 25 ] |

## Wydania

### Fotoksiążka
- „Wasurerarenai Hito” (忘れられない人) (21 stycznia 2020, Shōgakukan)[12]
- „Nogizaka46 Yamashita Mizuki 2nd Photo Book Heroine” (乃木坂46山下美月2nd写真集『ヒロイン』) (23 kwietnia 2024, Shōgakukan)[21]